# Надгробни споменик Јовану Станковићу у селу Гуча
Споменик Јовану Станковићу (†1841) у селу Гуча налази се на Анђелића гробљу у селу Гуча, Општина Лучани. 

## Опис
Споменик у облику стуба од живичког пешчара. У правоугаоном, лучно надсвођеном удубљењу на западној страни уклесан је натпис. На споменику нема других декоративних мотива. Надгробник је релативно добро очуван, у знатној мери прекривен маховином и лишајем.

### Епитаф
Текст исписан читким словима предвуковског писма гласи:
1841
ωвде почива ïωанъ станковић
поживи 85: Λѣ